# 平子知歌
平子 知歌（ひらこ ちか、1991年10月1日 - ）は、日本のAV女優。
千葉県出身、マリアリップ所属。

## 略歴・人物
2011年にデビュー。小柄で華奢なロリ系のAV女優で、単体作品もあるが、オムニバス形式や複数の女優が出演する作品への出演が多い。また、
嗣永桃子（Berryz工房）のそっくりさんとして出演している作品もある。
2013年、3月7日にブログで所属事務所（セレクション）を3月いっぱいで退社することを発表。4月26日のTwitterで「あん」に改名（後に「小司あん（こし あん）」に改名）することを発表。5月4日にブログを新設し、フリーでの活動を表明。その後、マリアリップへ所属することとなった。

## 作品

### アダルトDVD
- 生中痴漢（4月21日、ナチュラルハイ） 他出演：野中あんり、くるみ、水沢えみり、瀬名あゆむ
- 極上素人おもいっきり生電マ 7（4月21日、ナチュラルハイ） 他出演：山本沙良 ほか
- 「女に恥をかかせない!男を求めている昼下がりの専業主婦がしかける（視線/パンチラ/密着）の欲情サインを見逃すな! FINAL」（4月21日、DANDY） 他出演：桜花えり、加藤梓、水沢真樹、澄川ロア
- 秋葉原で活躍していた本物アイドルを今から口説いてやっちゃいます!（5月1日、SHIBUYA PLUS）※「いしはらさき」名義
- 女子●生にペニバン調教されて潮を吹いてしまったボク 2（5月5日、ジャネス） 他出演：小桜沙樹、中居ちはる、工藤あき
- THEスローハンド手コキ 癒し系手コキとささやき淫語で暴発するM男（5月5日、未来フューチャー） 他出演：有村千佳、小倉もも、七海シエル
- 仮性包茎ロワイヤル 皮を剥いて超敏感な部分を責めて下さい（5月19日、FETISH BOX） 他出演：芹川レイラ、早見るり、柴崎奈美
- ネコ耳絶対領域 「お兄ちゃん♥」と呼ばれて超萌えなボク（6月19日、FETISH BOX） 他出演：皆瀬ふう花、堀井ミカ
- ディープレズビアン 〜うぶ貝調教 3〜（6月24日、クリスタル映像） 共演：星野あかり、川上ゆう、辻本りょう
- 腰フリ食い込み紐オナニー（6月25日、ラハイナ食堂） 他出演：篠原友里恵、桜井里緒菜、和久井もも
- 秋葉系アイドルの裏事情 アイドル養成所の実態!（7月1日、SHIBUYA PLUS）※「いしはらさき」名義
- 「産婦人科医とグルになって妊娠検査に彼氏と一緒に来た（女子高生/女子大生/美淑女）の股間をオカズにせんずりさせてもらい発射する時にこっそり中出ししてヤる」 VOL.2（7月7日、DANDY） 他出演：北川瞳、瀬名あゆむ、鈴木さとみ
- 客からのおさわり絶対NGの女子校生水着抱きつきエステ、この不況で実は本番OK!とのウワサは本当でした! （オプション1万円〜）（7月8日、SCOOP） 他出演：春本優菜、能世愛香、桐乃向日葵、かなみ芽梨
- ズボズボ!指入れオナニー 8（7月22日、OFFICE K'S） 他出演：渋沢れん、篠原友里恵、和久井もも、桜井杏、前田陽菜
- みんなでセンズリ見てあげる（7月25日、ラハイナ食堂） 共演：春田ありさ、前田陽菜、吉澤レイカ　他出演：京野ななか、月嶋音羽、小嶋ジュンナ、このみゆうか、可愛杏里、桐原あずさ、越野あかね、町田みなみ
- M男の潮吹き天国 3 〜手コキ、亀頭責め、尿道責めで潮吹きさせられまくったM男〜（8月5日、未来 フューチャー） 他出演：橘なお、大城かえで、中居ちはる ほか
- 実録盗撮 美少女マニアの観察部屋 青春白書編 3（8月19日、ROUND BELL）
- やらしい女の子 初めての剃毛・大量顔射 調教されてワレメぐっちょり女子高生（8月20日、ユープランニング）
- 本当にイッてる指オナニー 9（9月8日、OFFICE K'S） 他出演：米倉真央、桃井早苗、鈴木なつ、吉倉いずみ、初美ありす、小滝みい菜、里崎あかね
- 美少女排泄3姉妹（9月8日、SODクリエイト） 共演：真鍋紗愛、前田彩七
- 美少女キャットファイト（9月8日、ROCKET） 共演：長谷川みさき、宮崎由麻、水嶋あい、谷口瑞穂、あずみ恋、小桜りく、京野ななか
- 川の字で寝ていた姉が我慢できずに漏らす喘ぎ声を聞いて発情しだす妹 3（9月22日、ナチュラルハイ） 共演：玉木純子　他出演：加藤梓、みなともも
- 幼女の青臭い愛液（10月13日、東京マニGUN'S） 他出演：河愛杏里、初美ありす、田中志乃、小滝みい菜
- 銭湯のロリコン店主が経営難で始めた子ども同伴&交換ぬるべちょ撮影会 〜10・20 秋の夜長は親子丼より嫉妬に萌える他人丼でしょ?おと〜さん大会〜（10月20日、ナチュラルハイ） 共演：加藤なつみ、木島るみ、小林麻里
- ロリータ相互オナニー鑑賞クラブ Vol.1（10月21日、虎堂） 他出演：小滝みい菜、河愛杏里、田中志乃、初美ありす
- ザ・踏みつけ（10月25日、ラハイナ食堂） 共演：鈴木ありす、瀬名あゆむ、小西友梨、小滝みい菜、愛音麻友、鈴木なつ
- 肛門処女 〜あの子に試してみたい初めてのアナルセックスでイカせる方法〜（12月22日、ナチュラルハイ）

- パイパンな君に犯されたい ボクはキミのM玩具（1月5日、未来フューチャー）
- 体温さえ伝わる「鼻先三寸オナニー」に視線は釘付け「ちんちんが欲しい…」と想像するほどマンズリが止まらない（1月19日、SODクリエイト） 他出演：ひかる、工藤さら、星野あいか
- 診療所で治療と偽り知らない間に アナルに中出しされた女子校生（1月19日、ナチュラルハイ） 他出演：竹内柚葉、加藤梓
- 超接写!! ズボズボ! アナルアクメ 2（2月3日、OFFICE K'S） 他出演：浅川サラ、杉原えり、希内りな
- 女子校生穴パンディルドオナニー VOL.4（2月3日、OFFICE K'S） 他出演：小倉もも、希内りな、美咲結衣
- 快楽五点責め（3月2日、OFFICE K'S） 他出演：水嶋あい、浅川サラ、青木るみ、つくし、鈴木なつ、早乙女らぶ、姫川きよは、千歳ゆきの、小泉のぞみ
- JKクリトリスオナニー 1（3月16日、OFFICE K'S） 他出演：立花かなえ、小滝みい菜、新美なお、愛原さえ、倉木春、加藤梓
- 死ぬ前にもう一度…溺愛する孫を犯せ！ 近親相姦 孫娘4姉妹に中出し 処女喪失（3月22日、V&Rプロダクツ） 共演：小桜りく、このは、小林麻里
- 女子高生にちんぐりされてアナルなめ手コキ Vol.4（4月6日、OFFICE K'S） 他出演：葵なつ、小川菜乃、桜いちか、泉麻那
- ロリ姉妹 院内痴漢（4月20日、ロータス） 他出演：早瀬ありす、葉山ここみ ほか
- 女子校生 汚パンティ 3（4月20日、OFFICE K'S） 他出演：夢咲もえ、秋野みさき、小川菜乃、小西友梨
- チラ見せJKオナサポ学園（4月25日、アロマ企画） 共演：葵なつ、泉麻那、鮎川千里、北原えれな
- 直下型ディルドオナニー vol.3（5月4日、OFFICE K'S） 他出演：秋野みさき、小川菜乃、立花かなえ、真梨亜、町田みなみ、秋本詩音
- レズクンニリングス（5月4日、OFFICE K'S） 他出演：桐原あずさ、葵なつ、小川菜乃、立花かなえ
- 嫌がる男子に2回連続強制ザーメン接吻（5月13日、アロマ企画） 他出演：小桜りく、辺見麻衣、白石綾香
- 極太アナルディルドオナニー Vol.4（5月18日、OFFICE K'S） 他出演：美咲結衣、ゆうき真央、吉岡早紀、草刈あも
- 電話中に母がフェラチオしてきたら…（5月20日、ネクストイレブン） 他出演：金子みすず、阪田奈美、黒崎エレナ、加瀬あゆむ、牧原れい子
- 女子校生15人オマ○コ指入れぴちゃぴちゃ自画撮りオナニー vol.7（5月20日、ピーターズ） 他出演：松下紗弓、小泉のぞみ、秋月めい、早瀬ありす、綾瀬じゅり、篠田ゆう、葵なつ、七瀬あさ美、田辺莉子、吉井みな、美咲あすみ ほか
- 初めての通学バスでウブな新入生を狙って痴漢すれば濡れ濡れ指ズッポリ痺れて抵抗しない。（5月24日、SWITCH） 他出演：成美雪菜、葵なつ ほか
- 熟女のレズナンパ 可愛い女の子大好き貫禄熟女のお戯れ（6月10日、ホットエンターテイメント） 他出演：西野花梨、初芝くるみ、黒川めい、石川流花、夏希アンジュ、白石結衣、秋本ちなつ
- 嬲棄山 捕われた少女 13（6月12日、MAD）
- 大胆だけど、ちょっぴりさびしがり屋なJK達のおねだり相互オナニー（6月13日、アロマ企画） 他出演：相島奈央、辺見麻衣、小林麻里、長谷川しずく
- 修学旅行の夜 憧れのあの娘と夢の合体（6月21日、SWITCH） 共演：葵なつ、武井麻希 ほか
- 性処理 肛門当番 3（7月1日、MOODYZ） 共演：Alice、芹菜ゆき
- アナルはもう一つのマンコだと教えられる。ちか149cm（7月1日、ミニマム）※「ちか」名義
- JK Bitch パイパンロリ女子校生は生ハメアナルSEXがお好き（7月2日、メディア総販ソレイル）
- NOと言えない新人OL猥褻研修 私、解らない事だらけで、とりあえず何でもYESって言っちゃいます。（7月15日、スターパラダイス）
- 女監督ハルナの「見てしまった…」禁断の女子校生レズ浣腸アクメ（8月1日、ヴィ） 他出演：管野しずか、早乙女らぶ、高沢沙耶、あずみ恋
- クラスで2番目にかわいいタイプのJK 野外でやりすぎ露出調教（8月3日、ヤブサメ）※「智花」名義
- スクール水着媚薬 女子校の補習授業中に媚薬を飲ませたらお尻をプリプリさせてあっという間にチ○ポを欲しがった（8月9日、SWITCH） 共演：葵なつ、武井麻希 ほか
- 田舎育ち少女上京3日目即スカウトで中出し鬼畜輪姦 貧乳パイパン国重さとみ18歳の連続生中出し泣いても叫んでも終わらせないセックスで堕ちまくる!（8月10日、First Star）※「国重さとみ」名義
- 四年二組のパイパン乱交（8月24日、I.B.WORKS） 共演：青空小夏、星井あい
- 渋谷公園通りアパレル店員専門マッサージ店 1（9月1日、MAGIC） 他出演：星野来夢、白石まみ、成美雪菜
- 私達、友達と一緒に乱交をしてしまいました。（9月1日、ZUKKON BAKKON） 共演：永瀬マリン、宇佐美なな、沙月由奈
- 手コキクリニック 手淫・口淫・性交出張精液採取スペシャル（9月6日、SODクリエイト） 共演：遥めぐみ、上原亜衣、野々宮める、宮崎美冬、源すず
- いもうとの時間割（9月11日、ZeTToN）
- さようなら アナル拷問（9月20日、ディープス）
- 「えっ…初めてのエステで担当が男の人だなんて…」ロリっ娘ナンパ性感オイルマッサージ中出し 4時間DX 5（10月5日、グレイズ） 他出演：葵なつ ほか
- オナニー相互鑑賞 素人女子と見せ合う羞恥な集い（10月10日、ブリット） 他出演：鈴木さとみ、黒川めい、くるみ、石川流花、西野花梨、夏希アンジュ、管野しずか、椎名みくる、柏木もえ、桃井早苗、三浦結花、山城みずほ、宮崎由麻、水元鈴乃、篠めぐみ、美鈴リリカ
- 裸のペット 変態パイパン娘を飼う男の物語（10月19日、ローグプラネット）
- 肉壷堕ち 写真部 ちか（10月26日、ラマ）
- 人気爆発中!? プロフェッショナルアイドルBe○○yz工房 も○ち（嗣○桃○）極似 〜ぶっかけられてアナル掘られて中出しされちゃったニャン♪〜（11月1日、MOODYZ）
- 僕と妹 4 ただいま発情中!? 〜こんな妹でゴメンナサイ〜（11月1日、プラネットプラス）
- 美少女真正中出し（11月2日、グレイズ）
- 派遣メイド家政婦さんにイヤらしい事いっぱいさせました!（11月23日、サムシング）※「ちか」名義
- 妹アナル中出し強姦（12月7日、青空ソフト） 他出演：上原亜衣 ほか
- 俺の可愛い妹がこんないやらしい顔でパンチラ挑発してきて、じゅぼじゅぼ指オナニーまでするハズがない!!（12月10日、unfinished） 他出演：木村つな、杉咲玲奈
- いくつになってもアイドル願望のある女性たちを騙して生ハメザーメン中出し 2（12月13日、ハヤブサ） 他出演：上原亜衣、南梨央奈、松すみれ
- 発情アナル犬 ちか（12月19日、乱丸）※「ちか」名義
- 生中出し女子校生 EVOLUTION 4時間 11（12月21日、BAZOOKA） 他出演：杉咲玲奈、河合里緒奈、松下ひかり、神戸莉々 ※レンタル版
- キミだけに語りかけ!ロリっ娘20人!オマ●コぴちゃぴちゃ指入れ自画撮りオナニー 4時間DX vol.03（12月21日、グレイズ） 他出演：水嶋あい、みなみ瀬奈、立花くるみ、森野ひなの、みづなれい、飯田あかり、片瀬沙里菜、中西琴音、葵なつ、双葉みか、宮地由梨香、友田彩也香、椎名みゆ、成嶋このみ、こずえまき、春宮ひなの、愛代さやか、高橋れな、桜井るる
- 挑発JK逆さ撮りパンチラ 2（12月24日、ラマ） 他出演：早瀬ありす、桜瀬奈、蒼乃ミク、長谷川ゆり、松下ひかり、Sumire、友田彩也香、立花くるみ、木村つな

- 日本の女性器大図鑑 私のオマ●コ見て下さい♥ 40人4時間DX（1月4日、グレイズ） 他出演：野村萌香、前田ちえ、みなみ瀬奈、さとう遥希、立花くるみ、愛代さやか、芹沢つむぎ、上原亜衣、宮地由梨香、栗林里莉、琥珀うた ほか
- 都内に遊びにきた田舎っ子JK ナンパDE野外中出しファック（1月5日、ヤブサメ） 他出演早宮さくら、宇佐美なな、美咲あすみ、野々原まゆ
- 女子校生に顔面騎乗されながら暴言を吐かれ、手コキで精子を発射させられて嬉しがる僕達（M男）は、大量潮吹き発射までも…!!（1月10日、unfinished） 他出演：中西風香、杉咲玲奈
- MOODYZファン感謝祭 バコバコ中出しキャンプ2013 ハイテンション中出しサバイバル!!（1月13日MOODYZ） 共演：星崎キララ、宮村恋、荒木ありさ、hinano、東尾真子、ありさ、水澤まお
- フェラチオSP 3 おしゃぶり女子校生×240分×16人×16発（1月25日、ハヤブサ） 他出演：大橋くる実、上原亜衣、南ほのか、友田彩也香、小咲みお、小川菜乃、木村つな、南梨央奈、栗山カリン、武井麻希、美咲あすみ、美緒みくる、藤崎琴音、鮎川千里、南えりか
- 国民の怒りに応えます! Be○○yz工房も○ち、ぶっ壊し（2月1日、CORE）
- ロリータアナルディルドオナニー 2（2月1日、OFFICE K'S） 他出演：ありさ、町田みなみ、飯田せいこ
- 下半身3点責め Vol.5（2月1日、OFFICE K'S） 他出演：前田優希、小倉もも、みなみ瀬奈、宮村恋、深田梨菜、沙月由奈、飯田せいこ、佐伯春菜、彩佳リリス
- 俺の飼ってるペットが発情し過ぎて、自慰行為（オナニー）から繁殖行為（セックス）まで求めてきて、毎日のようにヤリまくっている!!（2月13日、unfinished） 他出演：原田ともか、杉咲玲奈
- 従順すぎるいいなりな貧乳 13 平子知歌&浅田めい 特別編 2人同時収録バージョン（2月13日、unfinished） 他出演：浅田めい
- OLとHな主従関係 SP（2月20日、スターパラダイス） 他出演：東尾真子
- 地下牢の倒錯魔 16（2月20日、アヴァ）
- 息子のチ○ポ中毒おっかさん（2月25日、ネクストイレブン） 他出演：加瀬あゆむ、金子みすず、黒崎エレナ、阪田奈美
- 私が一番かわいいんだもん！センター争奪戦! AVアイドル乱交（3月1日、ZUKKON BAKKON） 共演：Maika、初美沙希、平原みなみ ※「も○ち」名義
- 「先生、そんなトコ、揉まないで…」 水泳部ロリ性教育マッサージ（3月1日、変態紳士倶楽部） 共演：葵こはる ほか
- （裏）手コキクリニック 〜特別版〜 2穴性交クリニック 2（3月7日、SODクリエイト） 共演：羽月希、深田梨菜、姫川きよは
- 女子校生オマンコ見せつけクンニ（3月15日、OFFICE K'S） 他出演：美咲あすみ、若菜亜衣、大堀香奈、初美沙希、つぼみ、松すみれ、佐月麻央、瀧川花音
- 女子校生パンティーズボズボコキ（3月15日、OFFICE K'S） 他出演：水澤まお、みなみ瀬奈、飯田せいこ、沙月由奈
- SUPER JUICY はまKURI栗 ANOTHERS SWEET ANGEL（3月25日、ベイビーエンターテイメント）
- 美熟女センズリ鑑賞 15 〜チ○ポを見たくて仕方がない美熟女たち〜（4月5日、ジャネス） 他出演：波多野結衣、深田梨菜、大堀香奈
- 就職活動中のリクルートスーツを着た女子大生の蒸れたストッキング 2（4月5日、フリーダム） 他出演：平原みなみ、松下ひかり、早乙女らぶ、桜いちか
- 生中出し女子校生 8時間 Special 2（4月12日、BAZOOKA） 他出演：杉咲玲奈、河合里緒奈、松下ひかり、神戸莉々、愛内希、朝倉ことみ、今井ひろの、白川由香里、宇佐美なな
- ぜーんぶ生ハメ真正中出し 4（4月13日、ハヤブサ）
- II犯連射 強制連続発射オーガズム（4月15日、未来 フューチャー） 他出演：浅見友紀、藤咲セイラ、吉井美希
- あの人気アイドルがお忍びで通う 赤坂の隠れ家サロン（5月1日、変態紳士倶楽部） 他出演：平原みなみ、松下ひかり ほか
- 女子大の美術部にヌードモデルとして行ってみたら馬鹿にされていじめられた。（5月5日、フリーダム） 共演：平原みなみ、松下ひかり、桜いちか、早乙女らぶ
- 黙々とオナニーに耽る女の子（5月25日、ジャネス） 他出演：藤北彩香、羽月希、晴華れい、みなみ瀬奈、君島千夏、大堀香奈、よしい美希、円夢
- 背後からの密着手コキでイカされる（6月1日、FETISH BOX） 他出演：相葉レイカ、希咲あや、深田梨菜、みなみ瀬奈
- 地味子の金殺し 〜イジメられっ子にすらイジメられてしまうミジメな僕〜（6月5日、フリーダム） 共演：平原みなみ、松下ひかり、早乙女らぶ、桜いちか
- 淫猥キャットファイト3 女子校生と美人女教師！美闘タイマンガチバトル!（6月6日、DEEP'S） 共演：南梨央奈、朝桐光
- 学校生活はずっと勃起しっぱなし! 去年まで女子校だった○校に入学したら女子だらけの異空間だった!たった3人しかいない男子だから存在感など全く無く、女子達は完全に無防備でパンチラや着替えを行い丸見え状態!そんな学校生活で僕らは勃起しっぱなしで暴発寸前!（6月6日、Hunter） 他出演：星野来夢、篠田彩音、有村まゆか、南梨央奈 ほか
- 生中出しコギャル 8時間 Special 3（6月14日、BAZOOKA） 他出演：星音ララ、Sumire、愛沢有紗、河合里緒奈、水城りあ、杉咲玲奈、椿アリス、杏紅茶々、香椎みなみ
- ヒロイン凌辱 Vol.61 銀河特捜デイトナレンジャー（6月14日、GIGA）
- 美少女暦 水無月（6月25日、デジタルアーク）
- 妹調教 アナルアイドル（7月12日、S級素人）
- 監禁拘束レイプ調教 押収テープ流出映像（9月5日、ジャネス） 他出演：成美雪菜、君島千夏、浅見友紀 ほか
- 痴漢を見てもされても何も言えないうぶな女子校生たちを壁にして犯りまくれ!（11月9日、ナチュラルハイ） 他出演：大塚まゆ、長谷川夏樹 ほか
- 拷問イラマチオ（11月19日、ドグマ） 共演：芹沢つむぎ
- 20年後の日本の危機 女子高大暴動（11月21日、V&Rプロダクツ） 共演：瀧川花音、芹沢つむぎ、葉月可恋
- 旦那の出世のためにアナルを差し出す美人妻（11月22日、クリスタル映像）主演：松本まりな
- ピタッ! 密着♥おうちDE真正中出し（11月30日、モブスターズ）
- 妹に犯されたい女装美少年 〜しかも妹はアナルも逆アナルも大好き!!〜（12月1日、マザーズエンターテイメントピクチャーズ） 共演：志保
- 完全主観 罵倒地獄 Vol.3 〜言葉の暴力で徹底的に罵られた僕〜（12月5日、フリーダム） 他出演：香坂澪、桐島かおり、春音みこ、加納綾子、木村つな、佐藤ねね、堀北とも、ももは、椿まこと、牧瀬ひかり、宮瀬リコ、高下えりか、花恵みみ、矢沢りょう、さとう遥希、芦名ユリア、雪城まどか、羽月希、春原未来、湯川美智子、内田美奈子、安奈まり、菜月リア、結城恵華、汝鳥すみか、早乙女らぶ、松下ひかり、平原みなみ、桜いちか、小嶋ジュンナ、真木今日子
- 小林電人プライベート調教　恥肛愛奴（12月15日、MARRION）
- 拷問アナル・フィスト（12月19日、ドグマ） 共演：美咲結衣
- KUNOICHI -忍- 七 忍変化 焔（12月27日、GIGA）

- 変態公衆便所タンツボ肉便器女（1月2日、グローリークエスト）
- TeenHunt #015/Yokohama（1月7日、桃太郎映像出版） 他出演：椿くるみ、渡辺もも、波瑠宮そら ほか
- 脱糞保健室 〜アナル開発授業〜（1月22日、V&Rプランニング） 共演：高沢沙耶、竹内美緒
- 噂の淫爆処刑台 ザ・タランチュラ Vol.2（2月7日、ベイビーエンターテイメント）
- MOODYZファン感謝祭 バコバコうらキャンプ2014 〜補欠者無救済!地獄のバコーズブートキャンプ!!〜（2月13日、MOODYZ） 共演：彩城ゆりな、辻本りょう
- 素人お姫様生中出し Angel An（2月15日、プラム）
- ドMのセックス・モンスター 内村りなを ド変態女3人が かわるがわる犯す。（2月19日、レズれ!）主演：内村りな 共演：琥珀うた、朝宮涼子
- 雄二ゴメス loves 秋葉原メイド喫茶店員 小司あん 20歳（3月1日、プラム）
- 妹はロリ女王様 feat. タランチュラ（3月1日、マザーズエンターテイメントピクチャーズ）
- そのとき少女は… なめ愛レズビアン（3月16日、レズビアン東京） 共演：吉井美希
- 狙っていた地味目女子校生は変態でアナル好き… あんちゃん 1●才 推定148cm（3月16日、思春期.com）
- 真正中出し グラフィティふぁいる ≪第4集≫（3月31日、モブスターズ） 他出演：小泉ミツカ、香坂澪、武井麻希、若槻ゆうか
- 真面目女子校生の危ない妄想とアナルSEX（4月4日、アスタリスク）
- アナル浣腸飲尿レズ（4月13日、U&K） 共演：楓乃々花
- JKうねるバイブぶっ刺し腰くねオナニー（4月18日、OFFICE K'S） 他出演：初美沙希、吉村杏菜、朝倉ことみ、Maika
- アナル性感開発 やりすぎ肛門検査 2（5月2日、OFFICE K'S） 他出演：楓乃々花、花穂、吉村杏菜
- JK密着洗体エステ（5月2日、OFFICE K'S） 他出演：早瀬ありす、橋本ゆりか、吉村杏菜
- スーパーヒロイン絶体絶命!! vol.50 銀河特捜デイトナレンジャー編（5月9日、GIGA）
- 見せつけレズビアン鑑賞倶楽部 Vol.3（5月16日、虎堂） 共演：Maika 他出演：吉村杏菜、橋本ゆりか、星崎アンリ、萌雨らめ、高梨あゆみ
- 黒いパンティストッキングOLレズビアン&ふじこさん（5月18日、レズビアン東京） 共演：吉井美希 他出演：沙藤ユリ、宮崎良美、峰岸ふじこ、九条さなえ
- ザーメン募集（5月20日、レイディックス）
- 未亡人レイプ（6月1日、FAプロ） 他出演：有村千佳、永島友紀恵、神乃いずみ
- ザーメンごっくん妄想変態コスプレ美少女（6月6日、クリスタル映像）
- 性欲処理専門 輪姦セックス外来医院 2 真正中出し科（6月19日、SODクリエイト） 共演：加藤ツバキ、八重いろは、武井もな
- 脱糞ファーストフード（6月20日、V&Rプランニング） 共演：瀬戸友里亜、榎本あやめ、吉本ひろこ
- 眩神RAIKA 後編 凌辱編（7月25日、GIGA） 共演：みおり舞、琥珀うた、宮崎由麻
- 絶対に女をイカセる世界で一番大きなバイブinアナル（7月25日、ダスッ!）
- 徹底蹂躙アナル崩壊（8月1日、中嶋興業）
- アナル拡張術（8月5日、ラハイナ東海） 他出演：神崎由季、有本紗世、梨本明日香
- 私立アナル開発学院 〜入肛募集中〜（8月8日、V&Rプロデュース） 共演：篠宮ゆり、芹沢つむぎ、瀬戸友里亜
- ピストン騎乗位アナルオナニー 2（8月12日、ラハイナ東海） 他出演：有本紗世、竹内美緒、加納綾子
- 149cmの恋 小柄なロリ美少女のSEX事情（8月13日、S-Cute） 他出演：佳苗るか、愛須心亜、小西まりえ、臼井あいみ
- GIGA NOIR 1 ふたなりヒロイン・男性器徹底搾取（8月22日、GIGA） 共演：松本まりな
- SEX戦争 －家族編－（9月1日、FAプロ） 他出演：橘ひなた、桜ちずる、神乃いずみ
- 競泳水着レズビアン 2（9月14日、レズビアン東京） 共演：吉井美希　他出演：沙藤ユリ、宮崎良美、峰岸ふじこ、九条さなえ
- 美少女戦士ムーン×アナルマ○コ 2穴中出しファック×レズアナルフィスト&大量ぶっかけ（9月26日、GIGA） 共演：美咲結衣
- 肛門性愛者 2（9月26日、AFRO FILM）
- 夫は生き地獄! 妻の不倫 背徳のナマ姦中出しファック（10月1日、FAプロ） 共演：神乃いずみ　他出演：西野エリカ、橘ひなた
- THEキャットファイトサミット2014 〜女闘美伝説〜 ＜上巻＞ 会場内パニック! これがストリート【裸】ファイトだッ!（10月12日、CPE） 共演：石橋葵、内山沙千佳、彩月みほ ほか
- 白濁マン汁垂れ落ちるほどの高速ピストンオナニー 2（10月19日、ゑびすさん） 他出演：乙葉ななせ、荒木まい、相良優々香、高澤美優、笠井めぐみ、松下美雪
- ヒロインハードレイプ ビーグル（10月24日、GIGA）
- 女子校生 アナル健康診断（11月7日、OFFICE K'S） 他出演：結衣のぞみ、月美弥生、星まりあ
- ロリメイド 2穴潮吹き中出し（11月13日、クリームパイ）
- 聖水レズビアン vol.4（11月21日、虎堂） 共演：鳴美れい　他出演：阿部乃みく、小西まりえ、篠宮ゆり、星まりあ
- 激臭!!爆音!! おなら責め 2（11月21日、OFFICE K'S） 他出演：月美弥生、結衣のぞみ、坂本ゆり
- お●んこおっぴろげ 中華料理店（12月3日、OFFICE K'S） 共演：春乃なな　他出演：篠宮ゆり、桜木郁、若菜みなみ、坂本ゆり、桜瀬奈

### イメージDVD
- 温泉美少女・平子知歌（2012年11月28日、オルスタックピクチャーズ）
- Sexy Idol Imagination（2013年4月23日、オルスタックピクチャーズ）
- pg（2013年5月25日、ターンテーブル）※「佐々木ゆう」名義

## 出演

### 映画
- 尼寺 姦淫姉妹（2013年8月10日、監督：友松直之、新東宝映画） - 美代 役
- 妹・OL・人妻 すけべ丸出し（2013年10月4日、監督：友松直之、オーピー映画） - 杉崎沙織 役
- 最近、蝶々は…（2014年5月10日、監督：友松直之、コスタエスト） - 高原コマ子 役
- 緊縛絵師の甘美なる宴（2014年9月19日、監督：友松直之、オーピー映画） - 主演 詩織 役

### Vシネマ
- レイプゾンビ4 LUST OF THE DEAD クローン巫女大戦（2014年9月3日、監督：友松直之、アルバトロス） - サオリ 役
- レイプゾンビ5 LUST OF THE DEAD 新たなる絶望（2014年9月3日、監督：友松直之、アルバトロス） - サオリ 役
  - 劇場版レイプゾンビ LUST OF THE DEAD 新たなる絶望（2014年8月9日）※Vシネマ2本の再編集版を劇場公開
- まいちゃんの日常（2014年12月24日、監督：佐藤★サド、アースゲート） - 主演 まい 役
  - まいちゃんの日常 血肉の館（2016年4月3日）※追加撮影を含めた新版
- 恋愛死体（ラブゾンビ）ROMANCE OF THE DEAD（2016年2月3日、監督：友松直之、アルバトロス） - 主演 ヒトミ 役

### インターネット放送
- トイズハートプレゼンツBUBKA「きのう誰食べた」（2013年11月14日ゲスト出演、ニコニコ生放送）[4]